# 凸棱卷管螺
凸棱卷管螺（学名：Cytharopsis butonensis），是新腹足目卷管螺科Cytharopsis属的一种。主要分布于台湾，常栖息在泥沙质海底。